# Triston Hodge
Triston Hodge (Arima, 9 ottobre 1994) è un calciatore trinidadiano, difensore del North Carolina e della nazionale trinidadiana.

## Carriera

### Club
Ha giocato nella massima serie trinidadiana.

### Nazionale
Nel 2016 ha esordito in nazionale. Nel 2021 e nel 2023 ha partecipato alla Gold Cup.

## Statistiche

### Cronologia presenze e reti in nazionale
| Cronologia completa delle presenze e delle reti in nazionale ― Trinidad e Tobago | Cronologia completa delle presenze e delle reti in nazionale ― Trinidad e Tobago | Cronologia completa delle presenze e delle reti in nazionale ― Trinidad e Tobago | Cronologia completa delle presenze e delle reti in nazionale ― Trinidad e Tobago | Cronologia completa delle presenze e delle reti in nazionale ― Trinidad e Tobago | Cronologia completa delle presenze e delle reti in nazionale ― Trinidad e Tobago | Cronologia completa delle presenze e delle reti in nazionale ― Trinidad e Tobago | Cronologia completa delle presenze e delle reti in nazionale ― Trinidad e Tobago |
| Data                                                                             | Città                                                                            | In casa                                                                          | Risultato                                                                        | Ospiti                                                                           | Competizione                                                                     | Reti                                                                             | Note                                                                             |
| -------------------------------------------------------------------------------- | -------------------------------------------------------------------------------- | -------------------------------------------------------------------------------- | -------------------------------------------------------------------------------- | -------------------------------------------------------------------------------- | -------------------------------------------------------------------------------- | -------------------------------------------------------------------------------- | -------------------------------------------------------------------------------- |
| 19-3-2016                                                                        | St. George's                                                                     | Grenada                                                                          | 2 – 2                                                                            | Trinidad e Tobago                                                                | Amichevole                                                                       | -                                                                                |                                                                                  |
| 24-5-2016                                                                        | Lima                                                                             | Perù                                                                             | 4 – 0                                                                            | Trinidad e Tobago                                                                | Amichevole                                                                       | -                                                                                | 49’                                                                              |
| 27-5-2016                                                                        | Montevideo                                                                       | Uruguay                                                                          | 3 – 1                                                                            | Trinidad e Tobago                                                                | Amichevole                                                                       | -                                                                                | 41’                                                                              |
| 5-10-2016                                                                        | Couva                                                                            | Trinidad e Tobago                                                                | 4 – 0                                                                            | Rep. Dominicana                                                                  | Qual. Coppa dei Caraibi 2017                                                     | -                                                                                |                                                                                  |
| 10-3-2017                                                                        | Couva                                                                            | Trinidad e Tobago                                                                | 2 – 0                                                                            | Barbados                                                                         | Amichevole                                                                       | -                                                                                |                                                                                  |
| 29-4-2017                                                                        | Saint George's                                                                   | Grenada                                                                          | 2 – 2                                                                            | Trinidad e Tobago                                                                | Amichevole                                                                       | -                                                                                | 80’                                                                              |
| 26-7-2017                                                                        | Guayaquil                                                                        | Ecuador                                                                          | 3 – 1                                                                            | Trinidad e Tobago                                                                | Amichevole                                                                       | -                                                                                |                                                                                  |
| 25-8-2017                                                                        | Port of Spain                                                                    | Trinidad e Tobago                                                                | 1 – 2                                                                            | Giamaica                                                                         | Amichevole                                                                       | -                                                                                |                                                                                  |
| 11-10-2017                                                                       | Couva                                                                            | Trinidad e Tobago                                                                | 2 – 1                                                                            | Stati Uniti                                                                      | Qual. Mondiali 2018                                                              | -                                                                                | 68’ 82’                                                                          |
| 12-11-2017                                                                       | Couva                                                                            | Trinidad e Tobago                                                                | 2 – 2                                                                            | Grenada                                                                          | Amichevole                                                                       | -                                                                                |                                                                                  |
| 24-3-2018                                                                        | Les Abymes                                                                       | Guadalupa                                                                        | 0 – 1                                                                            | Trinidad e Tobago                                                                | Amichevole                                                                       | -                                                                                |                                                                                  |
| 26-3-2018                                                                        | Fort-de-France                                                                   | Martinica                                                                        | 0 – 0                                                                            | Trinidad e Tobago                                                                | Amichevole                                                                       | -                                                                                | 20’                                                                              |
| 18-4-2018                                                                        | Couva                                                                            | Trinidad e Tobago                                                                | 0 – 1                                                                            | Panama                                                                           | Amichevole                                                                       | -                                                                                | 25’                                                                              |
| 6-9-2018                                                                         | Girona                                                                           | Trinidad e Tobago                                                                | 2 – 0                                                                            | Emirati Arabi Uniti                                                              | Amichevole                                                                       | -                                                                                | 74’                                                                              |
| 14-10-2018                                                                       | Suphanburi                                                                       | Thailandia                                                                       | 1 – 0                                                                            | Trinidad e Tobago                                                                | Amichevole                                                                       | -                                                                                |                                                                                  |
| 15-11-2018                                                                       | Teheran                                                                          | Iran                                                                             | 1 – 0                                                                            | Trinidad e Tobago                                                                | Amichevole                                                                       | -                                                                                |                                                                                  |
| 20-3-2019                                                                        | Wrexham                                                                          | Galles                                                                           | 1 – 0                                                                            | Trinidad e Tobago                                                                | Amichevole                                                                       | -                                                                                |                                                                                  |
| 3-7-2021                                                                         | Fort Lauderdale                                                                  | Trinidad e Tobago                                                                | 6 – 1                                                                            | Montserrat                                                                       | Gold Cup 2021 - Qualificazione                                                   | -                                                                                | 45’                                                                              |
| 11-7-2021                                                                        | Arlington                                                                        | Messico                                                                          | 0 – 0                                                                            | Trinidad e Tobago                                                                | Gold Cup 2021 - 1º turno                                                         | -                                                                                | 64’                                                                              |
| 15-7-2021                                                                        | Frisco                                                                           | Trinidad e Tobago                                                                | 0 – 2                                                                            | El Salvador                                                                      | Gold Cup 2021 - 1º turno                                                         | -                                                                                | 3’ 16’                                                                           |
| 19-7-2021                                                                        | Frisco                                                                           | Guatemala                                                                        | 1 – 1                                                                            | Trinidad e Tobago                                                                | Gold Cup 2021 - 1º turno                                                         | -                                                                                |                                                                                  |
| 30-3-2022                                                                        | Port of Spain                                                                    | Trinidad e Tobago                                                                | 1 – 1                                                                            | Guyana                                                                           | Amichevole                                                                       | -                                                                                |                                                                                  |
| 4-6-2022                                                                         | Managua                                                                          | Nicaragua                                                                        | 2 – 1                                                                            | Trinidad e Tobago                                                                | CONCACAF Nations League 2022-2023 - 1º Turno                                     | -                                                                                | 62’                                                                              |
| 24-3-2023                                                                        | Nassau                                                                           | Bahamas                                                                          | 0 – 3                                                                            | Trinidad e Tobago                                                                | CONCACAF Nations League 2022-2023 - 1º Turno                                     | -                                                                                |                                                                                  |
| 28-3-2023                                                                        | Bacolet                                                                          | Trinidad e Tobago                                                                | 1 – 1                                                                            | Nicaragua                                                                        | CONCACAF Nations League 2022-2023 - 1º Turno                                     | -                                                                                | 75’ 81’                                                                          |
| 24-6-2023                                                                        | Fort Lauderdale                                                                  | Trinidad e Tobago                                                                | 3 – 0                                                                            | Saint Kitts e Nevis                                                              | Gold Cup 2023 - 1º turno                                                         | -                                                                                |                                                                                  |
| 28-6-2023                                                                        | Saint Louis                                                                      | Giamaica                                                                         | 4 – 1                                                                            | Trinidad e Tobago                                                                | Gold Cup 2023 - 1º turno                                                         | -                                                                                | 46’                                                                              |
| 2-7-2023                                                                         | Charlotte                                                                        | Stati Uniti                                                                      | 6 – 0                                                                            | Trinidad e Tobago                                                                | Gold Cup 2023 - 1º turno                                                         | -                                                                                | 65’                                                                              |
| 5-6-2024                                                                         | Port of Spain                                                                    | Trinidad e Tobago                                                                | 2 – 2                                                                            | Grenada                                                                          | Qual. Mondiali 2026                                                              | -                                                                                | 76’                                                                              |
| 8-6-2024                                                                         | Basseterre                                                                       | Bahamas                                                                          | 1 – 7                                                                            | Trinidad e Tobago                                                                | Qual. Mondiali 2026                                                              | -                                                                                |                                                                                  |
| 6-9-2024                                                                         | Tegucigalpa                                                                      | Honduras                                                                         | 4 – 0                                                                            | Trinidad e Tobago                                                                | CONCACAF Nations League 2024-2025 - 1º turno                                     | -                                                                                | 59’                                                                              |
| 10-9-2024                                                                        | Bacolet                                                                          | Trinidad e Tobago                                                                | 0 – 0                                                                            | Guyana francese                                                                  | CONCACAF Nations League 2024-2025 - 1º turno                                     | -                                                                                |                                                                                  |
| Totale                                                                           |                                                                                  | Presenze                                                                         | 32                                                                               |                                                                                  | Reti                                                                             | 0                                                                                |                                                                                  |